# (3172) Hirst
(3172) Hirst (1981 WW) – planetoida z pasa głównego asteroid okrążająca Słońce w ciągu 3,78 lat w średniej odległości 2,43 au. Została odkryta 24 listopada 1981 roku.